# Костадин Змияров
Костадин Змияров е български юрист и общественик, стамболовист, деец на Върховния македоно-одрински комитет.

## Биография
Роден е в град Струмица, тогава в Османската империя. Завършва Габровската гимназия.
На 21 ноември 1895 година влиза в ръководството на Македонско дружество „Единство“ в Дупница като подпредседател, а в края на 1896 година е вече председател. На този пост остава до 6 юни 1899 година. Участва в Дупнишката благотворителна комисия близка до ВМОК на Михайловски и Цончев, която на 4 ноември 1902 година се реорганизира в комитет, на който Змияров е подпредседател. Същата година участва в среща за помирение на двете крила в Дупница.
По-късно е военен следовател към Седма пехотна рилска дивизия. Женен е за Елисавета, основател на първото женско благотворително дружество „Надежда" в Дупница. Синът му, Борис, през Балканската война загива на фронта като офицер, в 51-ви пехотен полк.